# ماتياس كاسيراس
ماتياس كاسى راس (مواليد 20 مارس 1992) هو لاعب كرة قدم أوروغوياني.

## وصلات خارجية
- ماتياس كاسيراس على موقع رابطة كرة القدم اليابانية للمحترفين (اليابانية)
- ماتياس كاسيراس على موقع قاعدة بيانات كرة القدم.إي يو (الإنجليزية)
- ماتياس كاسيراس على موقع Soccerway.com (الإنجليزية)
- ماتياس كاسيراس على موقع عالم كرة القدم.نت (الإنجليزية)
- ماتياس كاسيراس على موقع AS.com (الإسبانية)